# Iles
Iles è un comune della Colombia facente parte del dipartimento di Nariño.
Il centro abitato venne fondato da una spedizione spagnola nel 1711.